# 岭雀属
岭雀属是雀形目燕雀科下的一個屬。本屬物種分佈於北半球的大陸上，目前下屬6個物種。

## 命名歷史
本屬由英國鳥類學家威廉·斯溫森於1832年建立。其模式種由單型的關係被指定為灰头岭雀。其屬名來自古希臘語，意為「有白斑的」。

## 下屬物種
本屬包含以下物種：
- 林岭雀 Leucosticte nemoricola (Hodgson, 1836)
- 高山岭雀 Leucosticte brandti Bonaparte, 1850
- 粉红腹岭雀 Leucosticte arctoa (Pallas, 1811)
- 灰头岭雀 Leucosticte tephrocotis (Swainson, 1832)
- 黑岭雀 Leucosticte atrata Ridgway, 1874
- 褐顶岭雀 Leucosticte australis Ridgway, 1874

## 外部連結
- 维基共享资源上的相關多媒體資源：岭雀属
- 維基物種上的相關：岭雀属